# Pravoslav Nosek
Pravoslav Nosek, též Pravoslav F. Nosek (12. června 1901 Častolovice – ?), byl český a československý politik a poválečný poslanec Prozatímního Národního shromáždění za Československou sociální demokracii. Po roce 1948 žil v exilu.

## Biografie
Navzdory vynikajícím studijním výsledkům nastoupil jako dělník do obuvnické továrny. Jeho matka, která ovdověla, mu totiž nemohla zaplatit další vzdělání. Už v mládí vstoupil do sociálně demokratické strany a zapojil se do dělnického a odborového hnutí. Osobně se znal s Bohumilem Laušmanem, Zdeňkem Fierlingerem nebo Evženem Erbanem. Díky samostudiu nastoupil do zaměstnání v Okresní nemocenské pojišťovně v Žamberku. Za druhé světové války se podílel na odboji. V prosinci 1942 byl zatčen a až do roku 1945 byl vězněn v koncentračních táborech. Domů se vrátil koncem května 1945.
V letech 1945–1946 byl poslancem Prozatímního Národního shromáždění za ČSSD. V parlamentu setrval do parlamentních voleb v roce 1946. Po únorovém převratu roku 1948 odešel v březnu 1949 do emigrace.